# دينيس ميرفي (عازف كمان)
دينيس ميرفي (بالإنجليزية: Denis Murphy)‏ هو عازف كمان ‏ أمريكي، ولد في 14 نوفمبر 1910، وتوفي في 7 أبريل 1974.

## وصلات خارجية
- دينيس ميرفي على موقع ميوزك برينز (الإنجليزية)
- دينيس ميرفي على موقع ديسكوغز (الإنجليزية)